# Rotteck-Welckersches Staatslexikon

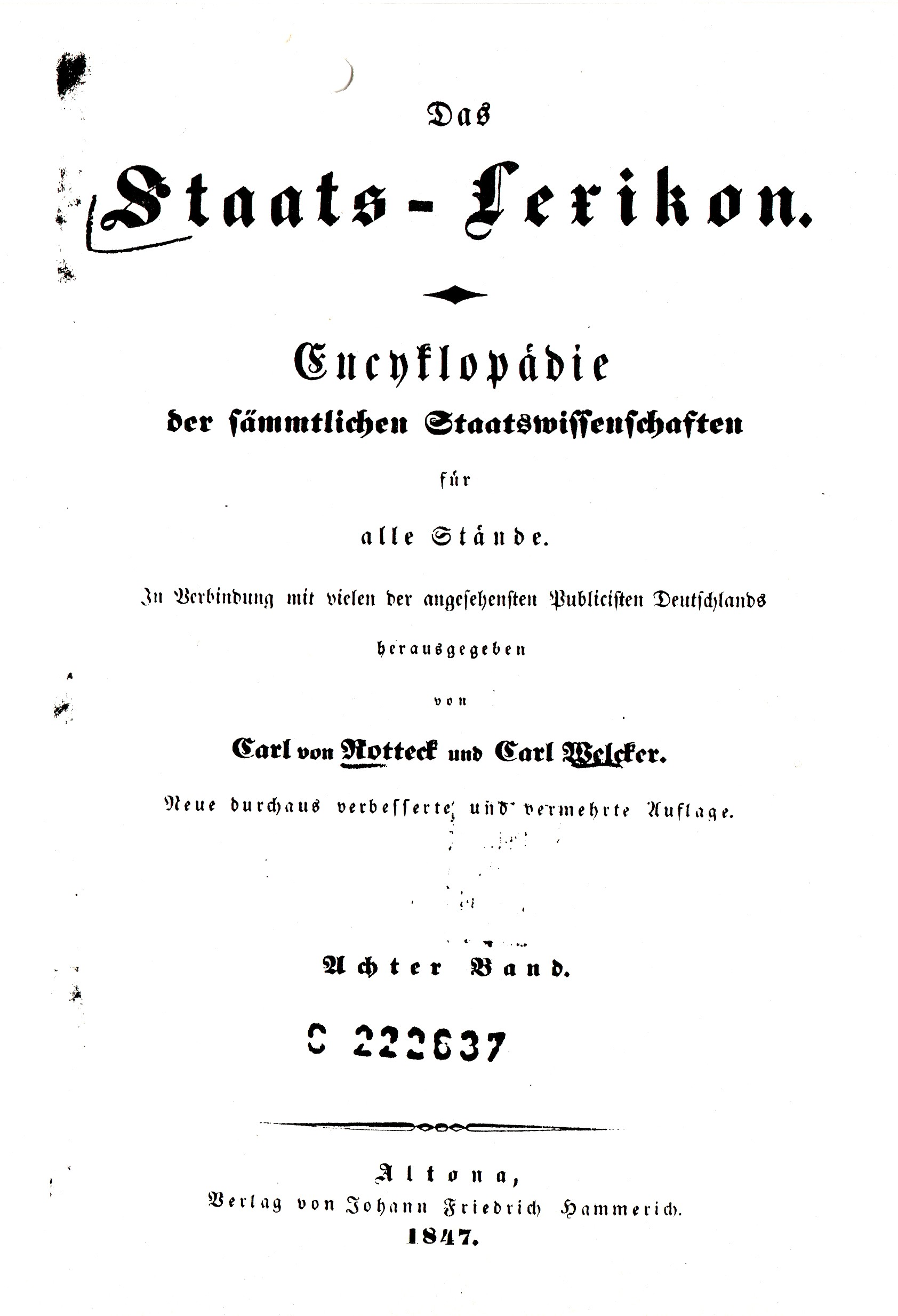
Staats-Lexikon édition 1845-48

Le Staatslexikon (littéralement « dictionnaire de l'État ») avec pour sous-titre Encyklopaedie der Staatswissenschaften, soit l'« encyclopédie de la science étatique », qui est plus tard complété par la mention für alle Stände, soit « pour tous les ordres », est un livre à tendance libéral paru en 1834. Ses auteurs principaux sont 
Karl von Rotteck et Carl Theodor Welcker, pour cette raison le livre est souvent désigné par le titre Rotteck-Welckersches Staatslexikon.
Le projet est initialement lancé par Friedrich List et, à côté des deux auteurs principaux, le livre est écrit par les principaux journalistes de l'époque.
Parmi ceux-là on peut citer : Friedrich Daniel Bassermann, Carl Joseph Anton Mittermaier, Georg Waitz, Georg Friedrich Kolb, Jacob Venedey, Karl Mathy, Karl Jaup (de), Friedrich Wilhelm Schulz ou Wilhelm Heyd (de).
La première édition paraît en 1834, elle est constituée de 15 tomes.
L'encyclopédie tente de rassembler tout le savoir politique de l'époque et de le rendre à la porter des citoyens.
Le point de vue libéral est clairement favorisé et tout particulièrement les idées des libéraux originaires du pays de Bade.
Le livre défend donc un État libéral et constitutionnel.
Il trouve un large public, ce qui conduit à de multiples rééditions. Du fait, il a fortement influencé le débat politique durant la période du Vormärz.
Franz Schnabel le décrit comme la bible du libéralisme du Vormärz,.
Les participants au projet ont certes des points de vue assez différent les uns des autres, mais dans l'ensemble un très bon niveau scientifique.
L'article principal Liberalismus écrit par Paul Pfizer (de) couvre plus de 10 pages.
Le fait que le livre ait pu paraître en ces temps de répression contre les libéraux, avec les décrets de Karlsbad, est dû au fait que le grand-duché de Bade avait une censure beaucoup moins stricte qu'ailleurs.
Le livre est interdit par contre en Prusse et en Autriche.
Après la mort de Rotteck, le livre continue à être publié par von Welcker.
Une troisième édition paraît en 1856 à Leipzig. Les éditions suivantes ont beaucoup moins de répercussions sur le plan politique.
Le livre fait des émules : Johann Caspar Bluntschli et Karl Brater (de), conservateurs éditent ainsi le Deutsches Staatswörterbuch en 1857.
La Société Görres édite quant à elle le Staatslexikon der Görres-Gesellschaft en 1889.